# リマのローザ
リマのローザ （Santa Rosa de Lima, 1586年4月20日 - 1617年8月24日）は、カトリック教会の聖人。ペルー生まれの、アメリカ大陸初の聖人である。祝日は8月23日。
ペルーとラテン・アメリカの第一の守護聖人であり、インド、フィリピンの守護聖人である。また縫い物が得意で花を育てて売っていたことから、刺繍と庭師の守護聖人でもある。
「ローザ」の名を持つ聖人は他にもいるため「リマのローザ」と呼ばれ区別される（サンタローザも参照）。母国ペルーや南米では非常に崇敬を集めている聖人であり、1995年よりペルーの200ヌエボ・ソル紙幣に肖像が使用されている。

## 生涯
ローザはペルーの首都リマで生まれた。本名はイサベル・フローレス・デ・オリバ（Isabel Flores de Oliva）。裕福な家の出身で、父ガスパルはスペイン軍兵士、母マリアはインカとスペインの血を引いていた。ローザの洗礼名はイザベラ（小さきエリザベト）であった。
当時のペルーはスペイン帝国の植民地であったため、リマにはカトリック信徒が多数いた。ローザの両親も信仰深いカトリック信徒であった。当時のペルーは貧富の差が激しく、リマに多く住んでいた先住民のインディオは貧しい暮らしをしていた。ローザはそうした貧しい人々を助けたいと真剣に考え、行き倒れになったインディオの老女を家に引き取ったり、父の許可を得て家の一室を開放し、貧しい病人らの世話をしていた。ローザの生涯はリマの貧しい人々、特に子供たちを助けることに捧げられた。
彼女は1597年（11歳の年）に堅信を受け、ローザという堅信名を授かった。12歳のときにドミニコ会に惹かれるようになった。
ローザは12歳になると、家から少し離れた所に小屋（洞穴）を作り、その中での中で縫い物や祈りをしていた。また大きな重い十字架を担いで「十字架の道行き」の信心をしていた。
彼女の毎日は慈善行為と生産活動に占められていた。ローザは家族を助けるため、自分で育てた美しい花や自作の精巧な縫い物を市場で売り、彼女の繊細なレースと刺繍は家計を助けた。周囲にいる病人や空腹の人々を助け、夜は祈りを捧げ、自分で建てた小さな洞穴で苦行をした。彼女は神聖な七聖礼典で訪問するためだけに、洞穴に隠遁するようになった。
聖シエナのカタリナを見習い、彼女は秘密の苦行の一つとして週に3度の断食をしていた。日々の断食は食事からの精進を絶え間なくしていた。ローザは「バラ (Rosa) のように美しい」と言われた美少女だったが、彼女は家族と友人の反対を押し切って髪を切り落とし、顔を醜くするためコショウとアルカリ液で傷つけた。彼女は他者を助けるために自分を傷つけたことから、とても体の具合が悪くなった。ローザは幻視、天啓、天恵、そして声を、彼女の両親が懺悔のしきたりを以前以上に嘆き悲しむよう、話し始めた。多くの時間が、日々彼女が受け取る神聖な七聖礼典を瞑想することに費やされた。彼女の聖人伝は、責めさいなまれる苦しみの心と、精神の寂しさが、しばしば彼女をさらなる難行苦行に駆り立てていたと強調している。
ローザが年頃になると両親は結婚するよう願ったが、彼女は少女の頃から心に決めていたとおり、神に身を捧げて貞節を守ることを決意した。そして彼女はリマのサント・ドミンゴ教会で「修道院の中ではなく、むしろ世間に留まって人々の間で神に仕えなさい」という声を聞いた。彼女は「私は決して苦しみから逃げるのではありません。修道院に行かなくても、神さまを喜ばすことはたくさんあります」と、ドミニコ会の在俗修道女（第三会員、信徒会員）となった。
ローザがドミニコ会員となったのは1602年（16歳の年）であった。彼女は持参金なしでドミニコ会へ入ることを許され、永久の貞節を誓い修道会へ入った。
病弱であったローザの健康と生活を心配した母は、親戚の家に移ることを勧めた。ローザは「はい、まいりましょう。でも私は別に病気ではありません。神さまはあと2年ばかり生命を貸してくださるでしょう。」と言い、家を移ってからも司祭の服や教会の祭壇布を縫ったりしながら、在俗修道女として人々に尊敬されていた。その2年後の1617年8月24日、聖バルトロマイの祝日に、31歳で死去（帰天）した。
彼女の苦行はその種類と過酷さを増し、定期的に鉄製の鋲が打たれた冠を被り、バラで身を隠し、ウエストに鉄製の鎖を巻いた。食事なしに日々を過ごし、苦い薬草の混じったひどく苦いものを飲んだ。彼女がもはや立っていられないとき、彼女は自分で砕いたガラス、石、陶器の破片や針の寝床をこしらえ、その上に座り直した。横たわることは恐怖でおののくことと考えていたのである。休むことなしに14年間の自己犠牲を続け、31歳で亡くなるまで恍惚のへだたりをもっていた。
ローザの葬儀にはリマ中の全ての公の人々が出席し、大司教は聖堂内で彼女への賛辞を述べた。

## 列聖
1667年、ローマ教皇クレメンス9世により列福され、1671年に教皇クレメンス10世により最初のアメリカ大陸の聖人として列聖された。友人マルティン・デ・ポーレス、アロンソ・アバドらが、リマのサント・ドミンゴ修道院内に彼女の礼拝堂を建てた。カトリック教会は、彼女の死によって多くの奇跡が起きたと認定している。新世界におけるサンタ・ローザという地名は、この聖人を追憶するものである。
教皇ベネディクト16世はこの聖人に特別な献身を捧げた。
ローザの帰天日である8月24日は十二使徒の一人である聖バルトロマイの祝日でもあるため、典礼暦におけるリマのローザの祝日は、ペルーを除く他のラテン・アメリカ諸国では8月23日としているが、ペルーの国民の祝日では伝統的な8月30日のままである。
リマのローザの聖地であるサント・ドミンゴ教会・修道院のある地区は、1988年に「リマ歴史地区」の名称で世界遺産（文化遺産）に登録されている。